# Johnson City (Oregon)
Johnson City az Amerikai Egyesült Államok északnyugati részén, Oregon állam Clackamas megyéjében helyezkedik el. A 2010. évi népszámláláskor 566 lakosa volt. A város területe 0,18 km², melynek 100%-a szárazföld.

## Történet
1970. június 16-án a Delbert Johnson tulajdonában álló lakókocsipark lakói 49/10 arányban a várossá nyilváníttatás mellett döntöttek. Johnson 1959-ben kezdte a fejlesztéseket, majd 1968-ban egy sikertelen kísérlet volt a közeli Gladstone-hoz csatolásra. Az állami törvényhozás meg kívánta akadályozni apró települések létrehozását, de Johnson City még a hatályba lépés előtt városi rangot kapott.

## Népesség

### 2010
A 2010-es népszámláláskor a városnak 566 lakója, 268 háztartása és 141 családja volt. A népsűrűség 3144,4 fő/km2. A lakóegységek száma 278, sűrűségük 1544,4 db/km2. A lakosok 84,3%-a fehér, 0,4%-a afroamerikai, 1,4%-a indián, 1,9%-a ázsiai,  7,4%-a egyéb, 4,6%-a pedig kettő vagy több etnikumú. A spanyol vagy latino származásúak aránya 15,4% (10,8% mexikói, 1,2% Puerto Ricó-i,  3,4% egyéb spanyol vagy latino származású.)
A háztartások 16,8%-ában élt 18 évnél fiatalabb. 36,9% házas, 13,1% egyedülálló nő, 2,6% egyedülálló férfi, 47,4% pedig nem család. 40,3% egyedül élt; 14,9%-uk 65 éves vagy idősebb. Egy háztartásban átlagosan 2,09 személy élt; a családok átlagmérete 2,84 fő.
A medián életkor 47,1 év volt. A város lakóinak 18,7%-a 18 évesnél fiatalabb, 3,2% 18 és 24 év közötti, 22,8%-uk 25 és 44 év közötti, 36,7%-uk 45 és 64 év közötti, 18,6%-uk pedig 65 éves vagy idősebb. A lakosok 48,8%-a férfi, 51,2%-a pedig nő.

### 2000
A 2000-es népszámláláskor  a városnak 634 lakója, 275 háztartása és 170 családja volt. A népsűrűség 3522,2 fő/km2. A lakóegységek száma 275, sűrűségük 1527,8 db/km2. A lakosok 93,7%-a fehér, 1,1%-a afroamerikai, 1,1%-a indián, 0,5%-a ázsiai,  1,6%-a egyéb-, 2,1%-a pedig kettő vagy több etnikumú. A spanyol vagy latino származásúak aránya 3,8% (2,7% mexikói, 0,2% Puerto Ricó-i,  0,9% pedig egyéb spanyol/latino származású.)
A háztartások 24,4%-ában élt 18 évnél fiatalabb. 44,4% házas, 13,1% egyedülálló nő; 38,2% pedig nem család. 32,4% egyedül élt; 12%-uk 65 éves vagy idősebb. Egy háztartásban átlagosan 2,28 személy élt; a családok átlagmérete 2,84 fő.
A város lakóinak 22,2%-a 18 évesnél fiatalabb, 6,2% 18 és 24 év közötti, 30%-uk 25 és 44 év közötti, 26,5%-uk 45 és 64 év közötti, 15,1%-uk pedig 65 éves vagy idősebb. A medián életkor 39 év volt. Minden 100 nőre 98,7 férfi jut; a 18 évnél idősebb nőknél ez az arány 93,3.
A háztartások medián bevétele 35 517 amerikai dollár, ez az érték családoknál $36 985. A férfiak medián keresete $32 500, míg a nőké $23 523. A város egy főre jutó bevétele (PCI) $16 967. A családok 6,1%-a, a teljes népesség 8,1%-a élt létminimum alatt; a 18 év alattiaknál ez a szám 9,9%, a 65 évnél idősebbeknél pedig 10,7%.

## Fordítás
Ez a szócikk részben vagy egészben  a   Johnson City, Oregon című angol Wikipédia-szócikk ezen változatának fordításán alapul.  Az eredeti cikk szerkesztőit annak laptörténete sorolja fel. Ez a jelzés csupán a megfogalmazás eredetét és a szerzői jogokat jelzi, nem szolgál a cikkben szereplő információk forrásmegjelöléseként.